# Sarà perché ti amo
Sarà perché ti amo is een single van de Italiaanse band Ricchi e Poveri. Baby Records bracht Sarà perché ti amo uit in februari 1981 en het ging datzelfde jaar live in première op de 31e editie van het Festival van San Remo. Het nummer stond op het album E penso a te. Verder stond het lied op de soundtrack van Claude Miller's L'Effrontée (1985), in Italië werd deze film later uitgebracht als Sarà perché ti amo. Het lied is tevens deel van de soundtrack van de Franse horrorfilm Haute tension (2003).

## Tracklist
7"-single
Baby Records\EMI Electrola
1. "Sarà perché ti amo" (3:09)
2. "Bello l'amore" (3:21)

## Hitnoteringen
| Hitparade (1981) | Hoogste positie |
| ---------------- | --------------- |
| Oostenrijk       | 7               |
| België           | 33              |
| Frankrijk        | 1               |
| Duitsland        | 11              |
| Italië           | 1               |
| Zwitserland      | 2               |

## Covers

### Cover door Thalía
De Spaanse cover Será porque te amo is de tweede single van Thalía's studioalbum Lunada (2008). Het nummer is geschreven door Dario Farina, Daniele Pace, Luis Gómez Escolar en Enzo Ghinazzi en geproduceerd door Emilio Estefan.
Será porque te amo werd alleen uitgebracht als een radio-single in Latijns-Amerika. Ondanks het ontbreken van zowel een videoclip als promotie, werd het nummer een bescheiden hit. Het is Thalía's laatste officiële single uitgebracht door EMI Music.

#### Track
Officiële versies
1. Será porque te amo (albumversie) - 2:41

#### Hitnoteringen
| Hitparade (2008)        | Hoogste positie |
| ----------------------- | --------------- |
| Venezuela Record Report | 171             |

### Andere covers
- 1982: Laban - "Hvor ska' vi sove i nat" (Deens)
- 1982: Perikles - "Var ska vi sova i natt" (Zweeds)
- 1982: Mighty Band - "Var ska vi sova i natt baby" (Zweeds)
- 1983: Los Chicos - "Sera Porque Te Amo" (Castiliaans)[6]
- 1985: Alain Jomy in het Frans voor de soundtrack voor de dramafilm L'Effrontée
- 2001: Těžkej Pokondr - "Hej, volá, volá Sisa" (Tsjechisch)
- 2003: Eu4ya - Sara' Perche' Ti Amo (2003 Remix)[7]
- 2003: Maïwenn feat. Cécile de France - Sara' Perche' Ti Amo (Soundtrack Haute Tension)
- 2008: Diana Sorbello - "Das ist weil ich dich liebe" (Duits)
- 2011: Ninel Conde - Será porque Te Amo
- 2011: Monique Smit & Tim Douwsma - Eén zomeravond met jou
- 2023: Fien Germijns, Thibault Christiaensen & Eva De Roo - Remco perché ti amo (cover van Studio Brussel ter aanmoediging van Remco Evenepoel in de Giro van 2023)[8]
- 2023: Ab auf die Piste (apres ski versie) - Mountain Crew, DJ Redblack
- 2023: Sarà perché ti amo (Metal version) - Tommy Johansson